# Korsischer Reiherschnabel
Der Korsische Reiherschnabel (Erodium corsicum) ist eine Pflanzenart aus der  Familie der Storchschnabelgewächse (Geraniaceae). 

## Beschreibung
Die polsterbildende, verholzende Pflanze erreicht Wuchshöhen von 10 bis 20 Zentimeter. Die gräulich-grünen Laubblätter sind weich grau behaart. Ihre Form ist länglich-eiförmig, gekerbt, wobei die oberen manchmal eingeschnitten gelappt sind. Die blass- oder dunkelrosanen und stark geäderten Blüten haben einen Durchmesser 20 bis 25 Millimeter und stehen einzeln oder bis zu dritt an einem gemeinsamen drüsenlosen Stiel. Die weiß behaarten Teilfrüchte haben einen 10 bis 15 Millimeter langen Schnabel.
Blütezeit ist von April bis Juni.

## Vorkommen
Der Korsische Reiherschnabel ist auf Korsika und Sardinien endemisch. In Korsika häufig an der westlichen Küste zwischen Calvi und Ajaccio. Als Standort werden Küstenfelsen bevorzugt.
Mit Winterschutz ist die Art auch für Steingärten in Mitteleuropa geeignet.

## Taxonomie
Der Korsische Reiherschnabel wurde 1805 von Augustin Pyramus de Candolle in Lamarck & A.P.de Candolle: Flore Française 3. Auflage Band 4 Seite 842 als Erodium corsicum erstbeschrieben. De Candolle übernahm dabei einen Namen von Dominique Sébastien Léman.